# The Long and Winding Road
〈The Long and Winding Road〉는 1970년 음반 《Let It Be》의 영국의 록 밴드 비틀즈의 곡이다. 이 노래는 폴 매카트니가 작곡했으며 레논-매카트니에게 표기되었다. 비틀즈의 해체 한달 후인 1970년 5월에 싱글로 발행되었을 때, 그 곡은 미국의 빌보드 핫 100 차트에서 20번째이자 마지막 1위를 차지했다. 그 곡은 4인조가 발표한 마지막 싱글이었다.
이 곡의 주 녹음은 1969년 1월에 이루어졌고 음악적인 편곡이 드문 편이었다. 1970년 4월 출시될 예정인 이 세션에서 테이프를 준비하면서 제작자인 필 스펙터는 관현악과 합창을 추가했다. 스펙터의 수정은 매카트니가 비틀즈의 해체를 위한 영국 고등법원에서 소송을 제기했을 때, 그는 그렇게 한 여섯 가지 이유 중 하나로 〈The Long and Winding Road〉를 인용할 정도로 화가 났다. 더 단순한 악기로 된 이 곡의 새로운 버전은 매카트니와 비틀즈에 의해 이후에 발표되었다.
2011년, 《롤링 스톤》은 〈The Long and Winding Road〉를 100대 비틀즈 곡 중 90위로 선정했다.